# Свети Димитър (Горна Сушица)
Вижте пояснителната страница за други значения на Свети Димитър.
„Свети Димитър“ е късновъзрожденска църква в пиринското село Горна Сушица, България, част от Неврокопската епархия на Българската православна църква.

## История
Храмът е построен в центъра на селото в 1912 година.

## Архитектура
Представлява трикорабна псевдобазилика с трем и камбанария от юг. Във вътрешността има женска църква с оригинален син дървен парапет, оригинални изписан амвон и триделен иконостас.